# アンティ・アウティ
アンティ・アウティ（Antti Autti、1985年3月15日 - ）は、フィンランド・ロヴァニエミ出身のスノーボード選手。よりフィンランド語に近い表記では「アンッティ・アウッティ」となる。
2005年のWinter X Gamesのスーパーパイプ競技において、ダニー・キャス、 アンディ・フィンチ、そしてショーン・ホワイトといった大物たちに勝利したことによって一気に名声を獲得した。これはスーパーパイプ競技の歴史において、最初の非アメリカ人選手の優勝の瞬間であった。
彼は最後のランでスノーボード競技における最難度のトリックである「バック・トゥ・バック1080」を決めた。これはダニー・キャス、ロス・パワーズに続き大会史上3人目の成功であった。ここ一番で魅せる技術に裏打ちされたパフォーマンスによって、男子スーパーパイプ競技に「1080革命」が吹き荒れることになった。つまり2度とまでとは言わないまでも、少なくとも1度は「バック・トゥ・バック1080」を決めない限り、大会でよい成績を残すことは難しくなってしまった。この大会にさかのぼること2週間前、カナダのブリティッシュ・コロンビ州ウイスラーで行われた2005年スノーボード世界選手権において、彼はビッグエアとハーフパイプの2つの栄冠を勝ち取っていた。

## 主な戦績
HP=ハーフパイプ SP=スーパーパイプ QP=クォーターパイプ SS=スロープスタイル BA=ビッグエア
2003年
- ワールドカップ Kreischberg大会 - 3位 BA

2005年
- スノーボード世界選手権 - 1位 HP BA
- Winter X Games ASPEN - 1位 SP
- ワールドカップ ウィスラー大会 - 1位 BA SP
- バートンUSオープン - 3位 HP

2006年
- バートンヨーロピアンオープン - 2位 HP
- Wappu Lounas - 1位 SS
- Freestyle.ch - 2位 BA
- Air & Style - 3位 SS

2007年
- O´Neill Evolution - 2位 HP
- ワールドカップ アローザ大会 - 2位 BA

2008年
- フィンランドスノーボード選手権 - 2位 HP

2009年
- Winer X Games ASPEN - 3位 SP
- Arctic Challenge - 3位 QP

2010年
- ストーンハム大会 - 3位 SP

2011年
- Billabong Slope-Style - 3位 SS